# 三浦采夏
三浦 采夏（みうら さいかは、日本の元子役)
東京都出身。ジョビィキッズプロダクションに所属していた

## 略歴
東京都生まれ　幼い時に引っ込み思案だったが二子玉川でスカウトされ、歌が好きだった事や母の強い勧めによりジョビイキッズプロダクションに所属する。
当時は(小学2年時)一言も人と話せなかったため周囲から芸能活動に対して心配をされていた。
特技はアクション殺陣、ピアノ、打楽器、歌唱。好きな科目は、理科と社会
趣味は歌を歌う事、楽器演奏、甘い物を食べること、百科事典を読む事、ファンレターを読み返す事
劇場用アニメ『映画 ふたりはプリキュア Max Heart』の公開を記念し、『ふたりはプリキュア』タイアップ企画である子役ユニット「プリキュアKids」で新ヒロイン「シャイニールミナス」役を選ぶオーディションが2006年2月に行われた。三浦は584名の応募者の中からこれに選出され、「キュアブラック」役の榎本彩花・「キュアホワイト」役の宮城香里に続く3人目のメンバーとなる。2006年1月3日まで活動した。
レ・ミゼラブルのコゼット役のオーディションでは最終審査まで辿り着けなかったが、歌唱の審査を通過する程の実力を持っている。
中学3年の頃、成長期で身体が変化し始めたことをきっかけに芸能界を引退する。

## 出演

### テレビ番組
- 汐留スタイル

再現ドラマ / バレンタイン編　/ キャンドル編（日本テレビ）
- タイヨウのうた 天音薫(子供)役（TBS）
- ティンティンtown！（日本テレビ）
- とくダネ！再現ドラマ（フジ）
- えいごであそぼ！歌のコーナー　合唱隊役

（NHK）

### 映画
- 釣りバカ日誌15（松竹）
- トイレの花子さん（DVDドラマ）内藤春子 役

### CM
- エポック社、メルコット
- 日本生命
- レモンティーンプラス
- 星のカービィ 鏡の大迷宮

（ラジオCM、文化放送）
- JA 農業協同組合

美味しい野菜/楽しい農業/農業って何？/新鮮な野菜を届けよう/この野菜どこから採れたの？/皆んなで夏野菜を食べよう！/楽しい農業part2
計7編収録　
（ラジオCM、文化放送）
- バンダイ、キッズケータイpapipo!
- プリキュアkids イベント

（ラジオ番組、東北放送）

### モデル
- 小学館『小学三年生』東京ディズニーランド、新アトラクション、バズ・ライトイヤーのアストロブラスター紹介編　2004年
- レモンティープラス(インタビュー)
- 映画ふたりはプリキュアマックスハート　パンフレット

### イベント
- プリキュアKids　シャイニールミナス役(株式会社　東映)

2005年2月13日〜2006年1月
2005年2月13日にメンバー入り後
全国の地方都市を中心に巡回し公演を行った。
- Kフェス！　(講談社)
- 全国各地イオンモールイベントスペース/商業施設/西武ドーム/西武園遊園地/豊島園/東京ドームシティ/バンダイミュージアム/計45公演以上
- 映画試写会イベント　2本
- プリキュア映画試写会、映画パンフレット、映画広告ホームページ、試写会キャンペーン等イベントの様子は新聞に掲載済み